# Фестиваль джазу та спадщини Нового Орлеана
Фестиваль джазу та спадщини Нового Орлеана (New Orleans Jazz & Heritage Festival), більш відомий як Джаз Фест, ― щорічне свято музики та культури Нового Орлеана та Луїзіани. Термін "Джаз Фест" також відноситься до днів, що передують фестивалю, і численних шоу в нічних клубах Нового Орлеана, запланованих у ці дні.

## Загальні відомості
Джаз Фест проводиться щорічно в останні вихідні квітня (четвер - неділя) та перші вихідні травня (четвер - неділя) з 11:00 до 19:00 на іподромі Fair Grounds Race Course [Архівовано 2 березня 2021 у Wayback Machine.] посеред Нового Орлеана.
Фестиваль є головним туристичним об’єктом, що має економічне значення для Нового Орлеана, якому складає конкуренцію лише Марді Гра; подія щороку приносить місту 300 млн доларів.  Ранні джазові фестивалі представляли виключно місцевих виконавців. Зі збільшенням популярності заходу фестиваль розширився і залучив відомих на національному рівні артистів.
Згідно з офіційним вебсайтом, "Фестиваль відзначає музику та культуру корінних народів Нового Орлеана та Луїзіани, тому музика охоплює всі стилі, пов'язані з містом та штатом: блюз, R&B, госпел, фолк, рок, реп, кантрі, блюграс та інші. І, звичайно, є багато джазу, як сучасного, так і традиційного". 

## Їжа та розваги
На фестивалі є багато торговців, що продають місцеві продукти харчування та сувеніри. Офіційна харчова політика фестивалю ― "ніякої карнавальної їжі". Тут є понад сімдесят продовольчих яток із продуктами харчування, які годують людей впродовж усього фестивалю. Доступні також веганські та вегетаріанські страви. Крім того, більшість продуктів виготовляються зі свіжих місцевих інгредієнтів і готуються вручну. Всі ятки продуктів харчування є невеликими підприємствами, що належать місцевій власності. 
Джаз фест посідає друге місце після Марді Гра за місцевим економічним впливом. 
На всій території є ятки з ремісничими виробами. Африканський ринок площі Конго містить вироби місцевих, національних та міжнародних ремісників та має атмосферу справжнього ринку. Багато ремісників використовують стародавні техніки виготовлення сувенірів. У районі сучасних ремесел можна знайти одяг ручної роботи, вироби зі шкіри, ювелірні вироби, картини, скульптури та музичні інструменти. Відвідувачі також можуть спостерігати за демонстрацією металевих, живописних, гончарних та волоконних робіт. 
Унікальним аспектом фестивалю є велика територія, присвячена культурно-історичним практикам, характерним для Луїзіани. Ці практики зображують багато культур, що існують у штаті, включаючи як культуру каджунців, так і культуру нащадків корінних жителів Канарських островів, Лос-Ісленьос, а також багатьох інших. 
Крім того, тут проводяться паради протягом усього періоду заходу. Вони включають паради індіанців Марді Гра, оркестри, духові оркестри та клуби соціальної допомоги та розваг.

## Історія
Фестиваль джазу та спадщини Нового Орлеана проходить з 1970 року (за винятком 2020 року, коли його було скасовано на 50-річчя). Фестиваль був заснований Мотельською асоціацією готелів Нового Орлеана, щоб сформувати "Фонд джазу та спадщини Нового Орлеана", який став власником Фестивалю. 
Для створення Фестивалю в Новому Орлеані Джордж Вайн зібрав радників, серед них були Еліс Марсаліс, Річард Б. "Дік" Аллен і Гаррі Сушон. Аллен, куратор архіву Джазу Хогана в Університеті Тулейна, порекомендував співробітницю архіву Еллісон Майнер та стажера Квінта Девіса Вайну, щоб вони допомогли у створенні першого фестивалю. Першою людиною, яку вони запросили виступити, був Снукс Іглін, вуличний співак, який щороку виступав на фестивалі. 
До фестивалю джазу та спадщини Нового Орлеана подібні джазові фестивалі в Новому Орлеані проводилися в 1960-х. 
Перші два фестивалі були проведені в 1970 і 1971 рр. у парку Луї Армстронга, який раніше називався Площа Борегарда, на площі Конго та прилеглій до неї муніципальній концертній залі Нового Орлеана. Іподром в Новому Орлеані, площею 145 акрів почав проводити Jazz Fest у 1972 році. Місце проведення розташоване на бульварі Джентіллі 1751, приблизно за десять хвилин від Французького кварталу. Іподром в Новому Орлеані є набагато більшим майданчиком, ніж площа Конго, і його було обрано для проведення фестивалю, коли організатори зрозуміли, наскільки популярною виявилася подія.
Перший Джаз Фест на площі Конго коштував 3 долари за вхід і був мінімально розрекламований, мав лише намет Євангелія та чотири відкриті сцени, більшість з яких не мали мікрофонів. Музиканти розміщувались у будинках Девіса та Майнер; грошей на готелі не було. Урочистості розпочались у ніч на середу з гри оркестру Піта Фонтейна та Клайда Керра, які грали на опівночі на поромі.
До кінця 1980-х фестиваль відвідало 300 000 осіб. У 2001 році, коли святкували сторіччя Луї Армстронга, на нього завітало 650 000 людей. 

## Ситуація у 2020 році
16 квітня 2020 року було оголошено, що фестиваль 2020 року буде скасовано через пандемію COVID-19; 51-й фестиваль перенесений на жовтень 2021 року.

## Виконавці
Щорічно з часу заснування у фестивалі брали участь різноманітні музиканти та виконавці, починаючи від музикантів Луїзіани і закінчуючи міжнародними зірками естради. Багато популярних музикантів Нового Орлеана, такі як брати Невілл, доктор Джон, Елліс Марсаліс та The Radiators, щороку грали на фестивалі.

## Сцени та намети
На фестивалі встановлено 12 музичних сцен та наметів різного розміру, а також дві зони харчування.